# 佳特洛沃
佳特洛沃（羅馬化：Dziatlava）是白俄罗斯格羅德諾州佳特洛沃區内的城市及该区的行政中心。該市距離州府格羅德諾165公里，鎮上有歷史博物館，2009年人口7,853。第二次世界大戰期間，納粹德國在1942年4月30日和8月6日屠殺當地的猶太人。